# 橘村 (新潟県)
橘村（たちばなむら）は、かつて新潟県中魚沼郡にあった村。

## 沿革
- 1889年（明治22年）4月1日 - 町村制施行に伴い中魚沼郡仁田村、野口村、木落村、寺ケ崎村、上村新田、長井新田が合併し、橘村が発足。
- 1956年（昭和31年）9月1日 - 中魚沼郡千手町、仙田村、上野村と合併し、川西町となり消滅。